# Złodziej z Bagdadu (film 1952)
Złodziej z Bagdadu (niem. Die Diebin von Bagdad) – erefenowski muzyczny film fantasy z 1952 roku w reżyserii Karela Lamača.

## Fabuła
Kalif Bagdadu – Omar jest słabym władcą, któremu wszyscy wchodzą na głowę. W małżeństwie to jego żona Suleika rządzi i przydziela mężowi tak mało pieniędzy, że nie jest on w stanie przekupić nawet pilnujących jego haremu eunuchów. Pewnego dnia Suleika wyjawia mężowi, że spodziewa się wizyty księcia Alego z Belluchistanu. Ten Właśnie przekroczył granicę państwową i przebywa na oazie Mocca Effi. Następuje problem, gdyż wielbłąd, którego Ali przywiózł w prezencie kalifowi, zdechł w podróży. W zamian rozkazuje swym strażnikom znalezienie pięknej kobiety, którą odda kalifowi do haremu. Wybór jego strażników pada na wędrowną tancerkę i śpiewaczkę Fatme, która podczas swych występów okrada swoich widzów.
Towarzyszem Fatme jest stary kuglarz Ibrahim, który chwali się odkryciem zaklęcia odmładzającego. Jednak magiczne słowo, które wypowiada, powoduje, że on i Fatme zamieniają się ciałami. Ibrahima w ciele Fatme porywają ludzie Alego. Książę spontanicznie chce uwieść rzekomą kobietę. Niespodziewanie jego obóz atakują rozbójnicy pod wodzą herszta Achmeda i porywają Alego. Achmedowi wpada w oko Ibrahim, który korzystając z seksapilu Fatme kradnie Achemdowi kolczyk i ucieka. Wtem przybywają strażnicy wysłani przez Suleikę, aby bezpiecznie przywieźli Alego do pałacu kalifa i biorą Achmeda za Alego. Achmed podszywa się pod księcia, gdyż ma okazję obrabować państwowy skarbiec. W Bagdadzie Fatme jednoczy się z Ibrahimem i łamią zaklęcie, wracając do swych oryginalnych ciał.
Fatme widząc przepych pałacu kalifa włamuje się do niego, mimo ostrzeżeń Ibrahima i okrada śpiącą Suleikę z kosztowności. W porę udaje się jej uciec pałacowej straży. Achmed, w towarzystwie swych rozbójników, Hadschim i Ommarem, udaje wielkie zainteresowanie przed kalifem. Nocą Fatme wciąż ścigana przez pałacową straż przypadkowo trafia do pałacu i bierze udział w tanecznym spektaklu. Kalif sądzi, że Fatme to prezent od Alego, zaś Achmed rozpoznaje ją jako kobietę z Mocca Effi. Na osobności Fatme zarzeka Achmedowi, że pierwszy raz go widzi. Jednak wpadają sobie w oko, zwłaszcza że Achmed wciąż udaje Alego. Suleika chce skazać Fatme na surową karę, ale ta podsuwa jej magiczne zaklęcie sprawiające, że mężczyźni się w niej zakochają i otrzymuje złagodzony wyrok. 
W końcu Hadschi rozkochuje w sobie Suleikę, by dowiedzieć się o stanie pałacowego skarbca. Suleika w jego obecności wypowiada podane przez Fatme zaklęcie. W rzeczywistości to było zaklęcie przenoszące do innego ciała. Achmed widząc Fatme w więzieniu obiecuje ją uwolnić. Tymczasem kalif wykorzystuje podstęp, aby uzyskać dostęp do swojego haremu, ale wypada przez tajne drzwi na zewnątrz pałacu. Spotyka Ibrahima, który do tej pory bezskutecznie szukał Fatme. Zamienia się ciałem z kalifem za pomocą magicznego zaklęcia i szuka jej w pałacu. Przy okazji jako kalif jest bardziej stanowczy wobec wszystkich, w tym Suleiki. Rozpoznaje w rzekomym księciu Achmeda i chce go zdemaskować, ale Ali nie daje się. Z kolei Fatme udaje się samej uwolnić się z celi i jednoczy się z Achmedem. 
Nie odnalawszy Fatme Ibrahim oddaje ciało kalifowi. Po powrocie do pałacu kalif cieszy się, że jego podwładni nagle go szanują. Fatme i rozbójnicy szukają skarbów w tajnych komnatach pałacowych. Nakrywa ich Suleika, której Hadschi oddaje ciało, a następnie zamyka ją w kufrze. Rabunek kończy się niepowodzeniem i wszyscy zostają aresztowani. Co gorsza, prawdziwy Ali przybył do pałacu. Fatme dowiaduje się, Achmed wcale nie jest księciem, a zwykłym przestępcą. Achmed zostaje aresztowany i skazany na śmierć. Kalif zaprasza do pałacu Ibrahima w podzięce za to, że pomógł być bardziej asertywnym. Daje Fatme wciąż kochającej Achmeda wybór uratowania życia ukochanego, jeśli zgodzi się na ślub z kalifem. Achmed i Hadschi unikają egzekucji i po pokonaniu strażników, w przebraniu wielbłąda, zabierają Fatme z pałacu podczas ceremonii ślubnej. Fatme i Achmed zostają parą i rozpoczynają nowe życie. Ibrahim i rozbójnicy żegnają ich życząc powodzenia w nowym życiu.

## Obsada
- Sonja Ziemann – Fatme
- Rudolf Prack – Achmed
- Paul Kemp – kalif Omar
- Fita Benkhoff – Suleika
- Fritz Odemar – Ibrahim
- Theo Lingen – Hadschi
- Walter Giller – Ommar
- Hubert von Meyerinck – wezyr Hussa Hussa
- Lentini Brothers – pałacowi wartownicy
- Kurt Rackelmann – Hassan
- Joachim Rake – książę Ali
- Horst von Otto – Selim
- Kurt A. Jung – Mansor
- Carl Voscherau – eunuch Sandu
- Kurt Fuß – Halef
- Hans Juergen Weidlich – Amento
- Horst Beck – medyk
- Joachim Wolff – handlarz dywanów

## Produkcja
Złodziej z Bagdadu był ostatnią produkcją czeskiego reżysera Karela Lamača, który zmarł kilka miesięcy później. Film powstał w studiach Junge Film-Union w Bendestorf. Koszty produkcji wyniosły 930 tys. marek.
Aby uzyskać zabezpieczenie filmu w postaci domyślnej gwarancji rządu federalnego, Złodziej z Bagdadu musiał zostać zgłoszony do Frankfurt Revisions- und Treuhand-GmbH. Po dokonaniu oceny skrytykowano w filmie liczne dialogi i sceny, które mogły mieć związek z teraźniejszością i zawierały między innymi krytykę systemu podatkowego. Aby uzyskać federalną gwarancję, producent Fritz Kirchhoff kazał usunąć z filmu wszystkie obraźliwe sceny. W czołówce filmu włączył jednak obraz, w którym kobieta w postaci Statuy Wolności, ale w orientalnym stroju, odcina nożyczkami taśmę – nawiązanie do wymuszonych cięć w filmie.
Kostiumy stworzył Paul Seltenhammer, a za scenografię filmu odpowiadali Heinrich Beisenherz i Alfred Bütow. Zarządzanie produkcją było w rękach Gustava Kampendonka i Wernera Fischera.
W filmie tańczą Gisela Deege, Toni Auler, Gert Reinholm, Ernst Bredow i Rolf Arco, który jest również odpowiedzialny za choreografię filmu.
Muzykę do filmu napisał Lotar Olias, teksty napisał Kurt Schwabach. Śpiew chóralny w filmie jest autorstwa Sunshine-Quartett. Dyryguje Harry Hermann, gra NWDR-Orchester. Gerharda Gregora można usłyszeć na organach Hammonda.

### Piosenki
- „Wir schaukeln uns ganz sachte durch das Leben” – Sonja Ziemann
- „Du bist die Liebe” – Sonja Ziemann, Rudolf Prack
- „Diesen Tango tanz ich nur mit dir!” – Theo Lingen i Peheiros
- „Tausend und eine Nacht” – Fita Benkhoff; Liselotte Malkowsky i Sunshine-Quartet
- „ Aladin” – Gustav von Meyerinck

## Premiera i odbiór
Złodziej z Bagdadu był reklamowany przez dystrybutora jako „baśniowa rewia współczesnej komedii w stylu Tysiąca i jednej nocy”. . Film miał premierę w kinie Zeil we Frankfurcie nad Menem dziesiątego kwietnia 1952 roku.
Współcześni krytycy z Hamburga nazwali Złodzieja z Bagdadu „najbardziej nieudanym filmem miesiąca”.
Dla portalu internetowego Film-dienst Złodziej z Bagdadu był „sztuką staromodną, osadzoną w klimacie »1001 nocy«, który cierpi na wyraźny brak dowcipu i smaku”. 